# عادل (باشقیرستان)
عادل (انگلیسی: Adel, Republic of Bashkortostan) یک شهرک در شهرستان خایبولینسکی استان باشقیرستان کشور روسیه است.